# Sympherobius riudori
Sympherobius riudori là một loài côn trùng trong họ Hemerobiidae thuộc bộ Neuroptera. Loài này được Navás miêu tả năm 1915.